# Яїр Носовський
Яїр Носовський (івр. יאיר נוסובסקי, нар. 29 червня 1937) — ізраїльський футболіст, що грав на позиції воротаря, у тому числі за національну збірну Ізраїлю.

## Клубна кар'єра
У дорослому футболі дебютував 1955 року виступами за команду клубу «Хапоель» (Кфар-Сава), в якій провів шістнадцять сезонів. 
Протягом 1971—1972 років захищав кольори команди клубу «Хапоель» (Беер-Шева).
1973 року повернувся до клубу «Хапоель» (Кфар-Сава), за який відіграв ще 4 сезони. Завершив професійну кар'єру футболіста виступами за команду «Хапоель» (Кфар-Сава) у 1977 році.

## Виступи за збірну
1961 року дебютував в офіційних матчах у складі національної збірної Ізраїлю. Викликався до національної команди протягом 10 років, проте за цей час відіграв лише 2 офіційні матчі.
У складі збірної був учасником чемпіонату світу 1970 року у Мексиці.

## Титули і досягнення
- Володар Кубка Ізраїлю (1):

Хапоель (Кфар-Сава): 1974-75